# Гузел Яхина
Гузел Яхина (на руски: Гузель Яхина) е руска писателка на произведения в жанра исторически роман.

## Биография и творчество
Гузел Шамилевна Яхина е родена на 1 юни 1977 г. в Казан, СССР, в семейство на татари. Баща ѝ е инженер, а майка ѝ е учителка. Учи в художествена гимназия. Завършва факултета по чужди езици към Казанския държавен педагогически институт през 1999 г. и факултета за сценаристи към Московското училище за кино през 2015 г. От 1999 г. живее в Москва, където работи 13 години в областта на маркетинга и рекламата.
Дебютният ѝ роман „Зулейха отваря очи“ е публикуван през 2015 г. Главната героиня Зулейха е родена в глухо и мрачно патриархално татарско селце, където жените са подчинявани и унижавани. Но историческите събития на разкулачването и колективизацията в Русия изцяло променят живота ѝ и тя трябва да се бори за оцеляването си след интернирането ѝ от съветската власт в Сибир на брега на Ангара. Романът става литературна сензация и я прави известна. Книгата е удостоена с националните литературни награди „Голямата книга“, „Ясная поляна“ и „Книга на годината“, както и наградата „Сирано“ на френското издание „Le Courrier de Russie“.
Гузел Яхина живее със семейството си в Москва.

## Произведения

### Самостоятелни романи
- Зулейха открывает глаза (2015) 
Зулейха отваря очи, изд.: ИК „Колибри“, София (2017), прев. Ася Григорова

### Разкази
- Мотылек (2014)
- Винтовка (2015)

### Сценарии
- Подарок (2016)